# Министерство финансов Норвегии
Министерство финансов Норвегии несет ответственность за государственные финансы, в том числе государственный бюджет, налоговую и экономическую политику в Норвегии. Министерство отчитывается перед парламентом Норвегии.

## Отделы
- Отдел информации
- Отдел управления активами
- Бюджетный отдел
- Отдел финансовых рынков
- Отдел налогового права
- Отдел налоговой политики
- Отдел экономической политики
- Отдел по административным вопросам

### Дочерние органы
- Пенсионный фонд
- Фонд Национальной страховой схемы
- Банк Норвегии
- Норвежская таможня
- Норвежский финансовый надзор
- Норвежское агентство Правительства по финансовому управлению
- Норвежское национальное Агентство по Сбору
- Норвежская налоговая администрация
- Статистическое управление Норвегии

Министерство также владеет 19,1 % Северного инвестиционного банка